# 別府史之
別府 史之（べっぷ ふみゆき、1983年4月10日 - ）は、神奈川県茅ヶ崎市出身の元自転車プロロードレース選手。長兄に自転車ジャーナリストの別府始、次兄に元ロードレース選手であり、現愛三工業レーシングチーム監督の別府匠。
2009年、日本人初のツール・ド・フランス完走者の一人となり（同年、新城幸也も完走。総合順位は別府史之のほうが上）、その第21ステージでは日本人初となる敢闘賞を獲得した。また日本人初で唯一の全モニュメント完走者である。

## 来歴

### デビュー
小学校2年生の時、当時現役競輪選手であった渡辺努の指導を受けマウンテンバイクの大会などに出場し始める。小学校4年生の時にロードレース初優勝を飾る。その後茅ヶ崎市立松林中学校を経て、ヨーロッパへの留学を希望するも神奈川県立藤沢北高等学校（現・神奈川県立藤沢総合高等学校）へ進学。
卒業後、日本のチームブリヂストン・アンカーに所属。海外経験を積むために渡欧しフランスのトップアマチームであるヴェロクラブ・ラポム・マルセイユに派遣される。

### ディスカバリーチャンネル時代
パリ～ルーベ・エスポワールやジロ・デッラ・ヴァッレ・ダ・アオスタでの活躍により、2005年にはランス・アームストロングも所属したチームディスカバリーチャンネルへと2年契約で移籍した。その後、さらに契約を1年更新し2007年も同チームに所属。
2006年の世界選手権では見せ場を作ることはできなかったが124位で完走を果たした（野寺秀徳・福島晋一は共にリタイア）ほか、チューリッヒ選手権で序盤に逃げを決め、2007年のツール・ド・ロマンディでは第3ステージで2位となり日本人として初めてUCIプロツアーのポイントを獲得した。

### スキル・シマノ移籍
2007年シーズン限りでチームディスカバリーチャンネルが解散したため、2008年度からはプロフェッショナルコンチネンタルチームのスキル・シマノに移籍。
2008年、奈良で開催されたアジア選手権・個人ロードレースで優勝。同年6月13日、北京オリンピックロードレース日本代表選手に選出された。
2009年、当初の目標であった春のクラシックでは目立った結果を残せなかったものの、6月18日から21日までピレネー山脈を舞台に行われたルート・デュ・スュド（Route du Sud。UCIヨーロッパツアー2.1）では初日に3人の逃げに乗ってステージ2位を獲得。山岳ポイントでも首位に立った。別府は第3ステージでも逃げに乗って山岳ポイントを積み重ね、最終日の第4ステージでも山岳ポイント首位を守りきって、山岳賞を勝ち取った。
その後6月29日に、同年のツール・ド・フランスの出場メンバーに選出されたことが発表された。同レースには新城幸也も別チームで出場することが既に決定していた。

### ツール・ド・フランス出場
2009年のツール・ド・フランスでは第2ステージでスキル・シマノのトレインを終盤に引く役割を果たしてタイム差なしの35位、第3ステージでは8位、終盤の第19ステージではアシストがいないにもかかわらずゴールスプリントに加わり7位に入る。また最終の第21ステージではシャンゼリゼ大通りでアタックを決めて逃げ集団を生み出し、そのまま終盤まで積極的に先頭を引くという見せ場を作り、ステージ敢闘賞を獲得した。
最終的に別府は総合112位、総合優勝したアルベルト・コンタドールからは2時間55分21秒遅れの88時間43分56秒で全ステージを完走し、日本人初のツール・ド・フランス完走者の一人となった。
9月に行われた世界選手権では57位となり、日本人3人の中で唯一の完走を果たした。

### レディオシャック移籍問題
2009年11月24日、ランス・アームストロングを中心に結成し、2010年からUCIプロツアーに参入する新規チーム「チーム・レディオシャック」に移籍することが同チームのプレスリリースにより発表された。ところが先に発表されたスキル・シマノのラインナップに既に別府の名前が存在しており、別府とスキル・シマノは契約の有効性をめぐって対立。2010年シーズンがスタートしてからも別府はスキル・シマノ、レディオシャックいずれのキャンプにも参加できない状況が続いていた。この間、別府とスキル・シマノの弁護士の間で話し合いが続けられていたが、2月3日にスキル・シマノとの契約が解消され、翌2月4日にレディオシャックと正式契約に至った。これにより、別府は2010年において日本人唯一のプロツアーチーム契約選手となった。

### レディオシャック移籍完了後
2月6日のチームのトレーニングキャンプからチームに合流。ミラノ〜サンレモに、ランス・アームストロングのリザーブとして出場。この出場によってモニュメント（=5大クラシックレース）の全てに出場したことになる。結果は10分遅れの113位。ヘント～ウェヴェルヘムには3年連続4度目の出場となったが、序盤でクラッシュに巻き込まれ途中リタイア。パリ〜ルーベでは、落車などの多くのトラブルに遭いながらも、ルーベの競技場までたどり着くがタイムアウトで順位は付かなかった。
ブエルタ・ア・エスパーニャへの出場が予定されていたが、チームが招待されずこの年グランツール出場は果たせなかった。シャトールー・クラシック・ド・ランドルでは、エースとして走り、有力スプリンターに混じり4位に入った。世界選手権ロードレースでは、最終周回までメイン集団に位置し、9位に入った新城幸也のアシストをしながら自らも30位でゴールした。

### 2011年
UCIワールドツアーのティレーノ〜アドリアティコに初出場するも、同大会期間中に東日本大震災が発生。第4ステージスタート前、参加選手全員の前に立ち黙祷している。個人的にはTwibbonを使い「ひとりじゃない」というメッセージをTwitter、Facebookで選手、関係者、ファンの多くの人と共有し、震災で被害を受けた人々に思いを伝えている。別府は「ひとりじゃない」とメッセージが書かれているリストバンドも発売した。その売上金全額を被災地に寄付した。
その後、北のクラシック3連戦（ヘント～ウェヴェルヘム、ロンド・ファン・フラーンデレン、パリ〜ルーベ）全てで出場完走を果たす。ロンド・ファン・フラーンデレン、パリ〜ルーベでは日本人初の完走となり、モニュメントのすべてで完走を果たしたことになった。
ツール・ド・ロマンディの最終日第5ステージでは集団ゴールスプリントで区間6位に入ったが、UCIポイント圏内区間5位に惜しくも届かず2007年以来のポイント獲得にはならなかった。
2009年のツール・ド・フランス以来、2度目のグランツールとなるジロ・デ・イタリアに出場。第1ステージのチームタイムトライアルでチームは2位、個人としては8位となる。第10ステージでは3人で148キロメートルを逃げる見せ場を作りフーガ賞（逃げ賞）を獲得。最終的には2時間25分6秒遅れの67位で全21ステージの完走を果たした。
6月に行われた全日本選手権個人タイムトライアルと全日本選手権ロードレースをともに5年ぶりに優勝し2種目の日本チャンピオンジャージを獲得するが、ツール・ド・フランス、ブエルタ・ア・エスパーニャともにメンバーに選ばれず、グランツールでの日本チャンピオンジャージお披露目とはならなかった。
10月、ロンドンオリンピック代表選手に内定した。
所属チームのレディオシャックが、2011年9月5日にレオパード・トレックと合併しチーム解体することを発表したため移籍先を探していたが、10月5日に新チーム、グリーンエッジと2年契約したことを発表された。

### 2012年
全日本選手権ロードレースがロンドン五輪最終選考レースとなり通常の6月より4月末に繰り上がったが、既に五輪代表には内定済みであったため、ツール・ド・ロマンディ出場のため欠場した。ロードレースの日本チャンピオンは土井雪広に移行した。
5月5日、デンマークで開幕したジロ・デ・イタリア 2012に出場、ゼッケンは101番。タイムトライアルには日本チャンピオンジャージ姿で出走した。第3ステージでチームのエースマシュー・ゴスのアシストとしてゴスのステージ勝利に貢献するとともにステージ9位となった。第7ステージでは逃げ集団に入り、積極的に山岳ポイントや中間スプリントポイントを獲得。ゴスのリタイア後の第18ステージではステージ優勝を狙うエース扱いを受けるなどの活躍を見せ、最終的に4時間6分56秒遅れの総合121位で2年連続の完走を果たした。
7月28日のロンドンオリンピック・マスドレースでは日本チームが新城との二人だけという布陣ながら序盤から逃げ集団に入り先頭にも立ち、終盤まで3位争いに加わって最終的には3位と同タイムの22位と健闘を見せた。タイムトライアルでは出走順の関係もありゴール後暫くは暫定金メダルの地位を得たがその後かわされ24位となった。
8月7日のエネコ・ツアー第2ステージのチームタイムトライアルに於いてステージ優勝を果たし、表彰台に登壇した。

### 引退
2021年のシーズン終了をもって引退することを表明した。

### 引退後
引退後は引き続きアマチュア時代から主戦場としていたフランスを拠点として“サイクリングプロモーター”として自転車普及に関わる活動をしている。2022年8月にフランスに法人を設立、リモートでJスポーツのサイクルロードレース中継の解説を担当したり、コロナ禍の終息に伴い日本国内での自転車関連のイベントにも徐々に参加するようになった。
2022年10月15日開催の第29回ジャパンカップクリテリウムにおいて、レース前のパレードランに出走する形で日本のファンへ向けた引退セレモニーが開催された（別府本人はジャパンカップを引退レースとする事を希望していたがコロナ禍の影響で叶わなかった）。パレードラン後のインタビューではファンへの感謝と今後の活動予定などを語った後、佐藤宇都宮市長に続いてサプライズで登場した（TREKサイクリングチームで長く共に過ごした）ヤロスラフ・ポポヴィッチからも花束を受けると涙を浮かべながら同氏と抱擁した 。

## 脚質
ルーラー型の選手で、現在は主に平地アシストのポジションだが、ツール・ド・フランス2009第19ステージのスプリントに絡んでの7位や、山岳は専門ではないがルート・ド・スュドでの山岳賞獲得などもある。ルーラーでありながら山岳に割と強いのは、他のルーラー型選手に比べ15kg近く軽い体重がアドバンテージになっているためである。
グリーンエッジに移籍してからは特にスプリント系のトレーニングを行い、トレーニングでは最強スプリンターのロビー・マキュアンにスプリントで勝利した。
別府が『情熱大陸』で特集された際、練習を見たランス・アームストロングから、「山岳とスプリントを両立できる優秀な選手」と高く評価されている。

## 主な戦績
2000年
全日本選手権個人タイムトライアル ジュニア男子優勝
世界選手権（フランス、プルエー）ジュニアTT、ジュニアロード出場
2001年
ジュニア全日本選手権ロード 優勝
アジア・ジュニア選手権ロード 優勝
世界選手権（ポルトガル、リスボン）ジュニアロード出場
2002年
パリ〜ルーベ・エスポワール 28位
世界選手権（ベルギー、ゾルダー）U23ロード43位
2003年
パリ〜ルーベ・エスポワール 13位
全日本アマチュア選手権 U23ロード優勝
ジロ・デッラ・ヴァッレ・ダオスタ (UCI 2.6) 第1ステージ優勝（チームTT）、第4ステージ4位
世界選手権（カナダ、ハミルトン）U23ロード24位
2004年
Ronde de l'Isard d'Ariège 山岳賞
フランスDN1チームタイムトライアル選手権 優勝
アオスタ一周 (UCI 2.6) 第1ステージ優勝
世界選手権（イタリア、ヴェローナ）U23ロード29位
2005年
世界選手権（スペイン、マドリード）エリート男子個人タイムトライアル 29位
シルキュイ・ド・ラ・サルト 新人賞3位。
2006年
 全日本選手権個人タイムトライアル エリート男子優勝
 全日本選手権ロードレース 優勝
世界選手権（オーストリア、ザルツブルク） エリート男子ロード 124位
ジロ・ディ・ロンバルディア 72位 ※モニュメント
2007年
ツール・ド・ロマンディ 第3ステージ 2位
2008年
アジア選手権 個人ロードレース優勝
北京オリンピック
個人ロードレース 途中棄権
個人タイムトライアル 39位
ヘント〜ウェヴェルヘム 39位
リエージュ〜バストーニュ〜リエージュ 123位 ※モニュメント
ヴァッテンフォール・サイクラシックス 16位
2009年
ツール・ド・フランス
総合112位
 第21ステージ 敢闘賞
第3ステージ 8位、第19ステージ 7位
ルート・デュ・スュド 山岳賞
世界選手権（スイス、メンドリージオ） エリート男子ロード 57位
2010年
ミラノ〜サンレモ 113位 ※モニュメント
シャトールー・クラシック・ド・ランドル 4位
世界選手権（オーストラリア、メルボルン～ジーロング） エリート男子ロード 30位
2011年
ヘント～ウェヴェルヘム 117位
ロンド・ファン・フラーンデレン 120位 ※モニュメント
パリ〜ルーベ 71位 ※モニュメント
ジロ・デ・イタリア
総合67位
第1ステージチームタイムトライアル チーム2位・個人8位
第10ステージ フーガ賞（逃げ賞）
 全日本選手権個人タイムトライアル エリート男子優勝
 全日本選手権ロードレース 優勝
GP西フランス・プルエー 8位
2012年
ツアー・オブ・カタール2012 総合47位
ジロ・デ・イタリア 総合121位
ロンドンオリンピック
個人ロードレース 22位
個人タイムトライアル 24位
GPケベック 85位
パリ〜ブールジュ 64位
パリ〜ツール 29位
ジャパンカップサイクルロードレース 16位
2013年
ジャパンカップサイクルロードレース 5位
2014年
 全日本選手権個人タイムトライアル エリート男子優勝
ジャパンカップサイクルロードレース 14位
2015年
ジロ・デ・イタリア 総合117位
ジャパンカップサイクルロードレース クリテリウム 優勝
2016年
ヘラルド・サン・ツアー 第4ステージ 敢闘賞
第36回アジア自転車競技選手権大会　個人ロードレース 3位
ブエルタ・ア・エスパーニャ　 第18ステージ 敢闘賞
ジャパンカップサイクルロードレース クリテリウム 優勝
2017年
全日本選手権ロードレース 2位
2018年
アジア選手権 優勝（チームタイムトライアル）2位 （ロードレース）
アジア競技大会 2位（ロードレース）3位（個人タイムトライアル ）